# ديفيد مور (مصور)
ديفيد مور (بالإنجليزية: David Moore)‏ هو مصور أسترالي، ولد في 6 أبريل 1927 في سيدني في أستراليا، وتوفي في 23 يناير 2003 في Longueville, New South Wales ‏ في أستراليا.

## وصلات خارجية
- الموقع الرسمي